# Гайд (Пенсільванія)
Гайд (англ. Hyde) — переписна місцевість (CDP) в США, в окрузі Клірфілд штату Пенсільванія. Населення — 1303 особи (2020).

## Географія
Гайд розташований за координатами 41°0′25″ пн. ш. 78°28′40″ зх. д. / 41.00694° пн. ш. 78.47778° зх. д. (41.006858, -78.477732).  За даними Бюро перепису населення США в 2010 році переписна місцевість мала площу 4,34 км², з яких 4,32 км² — суходіл та 0,02 км² — водойми.

## Демографія
Згідно з переписом 2010 року, у переписній місцевості мешкало 1399 осіб у 608 домогосподарствах у складі 402 родин. Густота населення становила 323 особи/км².  Було 657 помешкань (152/км²).
Расовий склад населення:
| - 98,1 % — білих - 0,6 % — чорних або афроамериканців - 0,1 % — корінних американців - 0,1 % — азіатів |

До двох чи більше рас належало 1,1 %. Частка іспаномовних становила 0,6 % від усіх жителів.
За віковим діапазоном населення розподілялося таким чином: 24,3 % — особи молодші 18 років, 56,6 % — особи у віці 18—64 років, 19,1 % — особи у віці 65 років та старші. Медіана віку мешканця становила 41,1 року. На 100 осіб жіночої статі у переписній місцевості припадало 85,1 чоловіків;  на 100 жінок у віці від 18 років та старших — 85,1 чоловіків також старших 18 років.
Середній дохід на одне домашнє господарство  становив 43 106 доларів США (медіана — 36 094), а середній дохід на одну сім'ю — 53 176 доларів (медіана — 46 165). За межею бідності перебувало 23,9 % осіб, у тому числі 47,4 % дітей у віці до 18 років та 0,0 % осіб у віці 65 років та старших.
Цивільне працевлаштоване населення становило 419 осіб. Основні галузі зайнятості: роздрібна торгівля — 22,2 %, публічна адміністрація — 21,0 %, освіта, охорона здоров'я та соціальна допомога — 16,2 %.